# クリス松村の「いい音楽あります。」
『クリス松村の「いい音楽あります。」』（クリスまつむらのいいおんがくあります。）は、アール・エフ・ラジオ日本制作の音楽番組。

## 概要
洋楽に対する深い造詣を持つタレント、音楽評論家のクリス松村が自らコレクションしているライブラリーの中から、特に1970・80年代のアイドルソング、また1980年代のニューミュージックや邦楽・洋楽などをセレクションし、その音楽をかけつつ、その熱い思いを語る。番組の特徴として、当日の紹介曲すべてを1枚のLPレコード盤に見立てて前半30分を『A面』、後半30分を『B面』と紹介している。
制作局のラジオ日本、ならびに同時ネット局の岐阜放送（ぎふチャン）では、2015年4月5日より、原則日曜20時から21時に生放送している。ただし、プロ野球ナイター中継などの特別番組、ぎふチャンはボートレースラジオ実況中継が組まれた場合、休止となる場合がある。下半期のナイターオフシーズンも特別番組で休止となる場合がある。ラジオ日本で休止となる場合、ネット局向けに裏送りとするか、ネット局も休止し別番組を放送するかは都度分かれる。

## ネット局
全局毎週日曜 20:00 - 21:00に放送。
| 放送対象地域 | 放送局名                            | 放送期間        | 備考   |
| ------------ | ----------------------------------- | --------------- | ------ |
| 神奈川県     | アール・エフ・ラジオ日本（RF）      | 2015年4月5日 -  | 製作局 |
| 岐阜県       | 岐阜放送（通称・ぎふチャン）（GBS） | 2015年4月5日 -  |        |
| 富山県       | 北日本放送（KNB）                   | 2020年10月4日 - |        |
| 熊本県       | 熊本放送（RKK）                     | 2022年9月28日 - |        |

### 過去のネット局
| 放送対象地域 | 放送局名                        | 放送時間               | 放送期間                      | 備考       |
| ------------ | ------------------------------- | ---------------------- | ----------------------------- | ---------- |
| 新潟県       | 新潟県民エフエム放送（FM PORT） | 毎週土曜 20:00 - 21:00 | 2018年10月6日 - 2020年6月27日 | 6日遅れ    |
| 静岡県       | 静岡放送（SBS）                 | 毎週木曜 21:00 - 22:00 | 2019年10月3日 - 2020年3月26日 | 4日遅れ    |
| 静岡県       | 静岡放送（SBS）                 | 毎週木曜 21:00 - 22:00 | 2020年10月1日 - 2021年3月25日 | 4日遅れ    |
| 高知県       | 高知放送（RKC）                 | 毎週日曜 9:00 - 10:00  | 2016年4月2日 - 2021年3月28日  | 7日遅れ    |
| 山梨県       | 山梨放送（YBS）                 | 毎週日曜 20:00 - 21:00 | 2021年10月3日 - 2023年9月24日 | 同時ネット |

## 関連番組
- 9の音粋（木曜日を松村が担当。ベイエフエム）